# Twinkletoes: Where He Goes - Nobody Knows
Twinkletoes: Where He Goes Nobody Knows es un corto de animación estadounidense de 1941, de la serie Animated Antics. Fue producido por los estudios Fleischer y distribuido por Paramount Pictures.

## Argumento
Twinkletoes, una paloma mensajera que está clasificando el correo, recibe una llamada para que realice una entrega urgente: un paquete que contiene una bomba. Twinkletoes parte rauda a su misión, pero durante el camino le surgirá un imprevisto que alterará los acontecimientos.

## Realización
Twinkletoes: Where He Goes Nobody Knows es la octava entrega de la serie Animated Antics (bufonadas animadas) y fue estrenada el 27 de junio de 1941.
Es el segundo corto de esta serie protagonizado por Twinkletoes, paloma mensajera que apareció inicialmente en Gulliver's Travels.